# أريفالدو ألفيس دوس سانتوس
أريفالدو ألفيس دوس سانتوس (بالبرتغالية: Arivaldo Alves dos Santos‏) (مواليد 19 نوفمبر 1980)، هو لاعب كرة قدم كان يلعب كلاعب وسط.

## وصلات خارجية
- أريفالدو ألفيس دوس سانتوس على موقع رابطة كرة القدم اليابانية للمحترفين (اليابانية)
- أريفالدو ألفيس دوس سانتوس على موقع عالم كرة القدم.نت (الإنجليزية)